# قائمة أكثر الصور إعجابا على إنستغرام

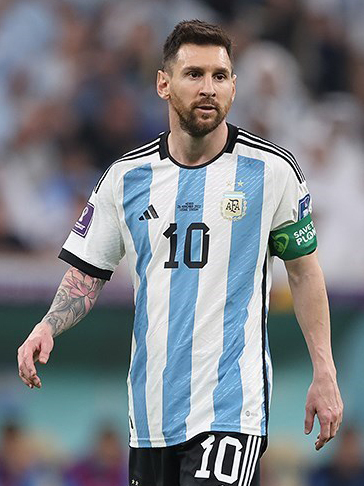
ليونيل ميسي.

هذه قائمة أكثر الصور أعجاباً على إنستغرام وتتكون من 20 صورة تم الإعجاب بها على التطبيق. الصورة الأكثر شعبية على إنستغرام هي صورة ليونيل ميسي حيث حصلت على أكثر من 75 مليون من إعجاب. صورة ميسي هي أيضا أكثر صورة تم الإعجاب بها عبر تاريخ الإنترنت.

## الرقم القياسي الحالي
في 19 ديسمبر 2022 ، نشر حساب leomessi@ صورة له ولفريقه وهو يحمل كأس العالم وتجاوزت 56 مليون اعجاب . في الأصل تم التقاط صورة البويضة بواسطة سيرجي بلاتانوف، الذي نشرها بعد ذلك في الشركة الأمريكية المتخصصة في التصوير الفوتوغرافي «شترستوك» في 23 يونيو 2015، بعنوان «البيض المعزول على خلفية بيضاء».
في الثالث من فبراير 2019، تم اكتشاف أن كريس جودفري، وهو مصمم الإعلانات والذي يعيش في لندن، هو صاحب حساب world_record_egg@.

## أفضل الصور
| #                               | الحساب                  | المالك                             | الوصف                                                                            | الصورة | الإعجابات (بالملايين) | تاريخ النشر (ت.ع.م) |
| ------------------------------- | ----------------------- | ---------------------------------- | -------------------------------------------------------------------------------- | ------ | --------------------- | ------------------- |
| 1                               | @leomessi               | ليونيل ميسي                        | صورة لميسي وهو يحمل كأس العالم                                                   |        | 75.6                  | ديسمبر 20 2022      |
| 2                               | @world_record_egg       | كريس جودفري                        | صورة بيضة                                                                        |        | 56.0                  | يناير 4, 2019       |
| 3                               | @cristiano              | كريستيانو رونالدو                  | صورة لكريستيانو رونالدو مع ليونيل ميسي وهما يلعبان الشطرنج، بأعلان لـ لوي فيتون. |        | 41.2                  | نوفمبر 19, 2022     |
| 4                               | @cristiano @georginagio | كريستيانو رونالدو جورجينا رودريغيز | خبر اعلان الحمل بتوئم                                                            |        | 32.6                  | أكتوبر 28, 2021     |
| 5                               | @leomessi               | ليونيل ميسي                        | صورة لكريستيانو رونالدو مع ليونيل ميسي وهما يلعبان الشطرنج، بأعلان لـ لوي فيتون. |        | 32.4                  | نوفمبر 19, 2022     |
| 6                               | @xxxtentacion           | إكس إكس إكس تنتاسيون               | اخر صورة نشرها قبل مقتله                                                         |        | 30.2                  | مايو 19, 2018       |
| 7                               | @arianagrande           | أريانا غراندي                      | صورة من حفل زفافها من دالتون جوميز.                                              |        | 26.3                  | مايو 26, 2021       |
| 8                               | @zendaya                | زيندايا                            | منشور تهنئة عيد ميلاد توم هولاند.                                                |        | 25.5                  | يونيو 1, 2022       |
| 9                               | @kyliejenner            | كايلي جينر                         | اعلان حملها الثاني.                                                              |        | 24.9                  | سبتمبر 8, 2021      |
| 10                              | @tomholland2013         | توم هولاند                         | تصور ميمز سبايدر مان المشهور مع توبي ماغواير وأندرو غارفيلد.                     |        | 24.7                  | فبراير 23, 2022     |
| 11                              | @kyliejenner            | كايلي جينر                         | صورة لابنتها مع طفلها حديث الولادة                                               |        | 22.9                  | فبراير 6, 2022      |
| اعتبارًا من 22 تشرين الثاني 2022 |                         |                                    |                                                                                  |        |                       |                     |

## الملاحظات والمراجع
الملاحظات
1. ↑  تم نشر الصورة لغرض محدد وهو تجاوز السجل السابق لـ كايلي جينر كأكثر الصور شهرة في الإنستغرام.[7]

المراجع
1. ↑  "An Egg Dethrones Kylie Jenner & Travis Scott's Baby for Most Liked Instagram Photo Ever". Billboard. مؤرشف من الأصل في 2019-04-10. اطلع عليه بتاريخ 2019-01-16.
2. ↑  Desk, News (14 Jan 2019). "'Egg' becomes most-liked Instagram post". Global Village Space (بالإنجليزية الأمريكية). Archived from the original on 2019-03-31. Retrieved 2019-01-16. {{استشهاد ويب}}: |الأول= باسم عام (help)
3. ↑  "Egg photo breaks Kylie Jenner's record for most liked image on Instagram". Guinness World Records (بالإنجليزية البريطانية). 14 Jan 2019. Archived from the original on 2019-01-28. Retrieved 2019-01-16.
4. ↑  Earnest، Malik (11 يناير 2019). "An egg plans to dethrone Kylie Jenner as most liked Instagram post". Fox 5 San Diego. مؤرشف من الأصل في 2019-06-06. اطلع عليه بتاريخ 2019-01-13.
5. ↑  Shamsian، Jacob (16 يناير 2018). "The guy who took a photo of an egg that broke Instagram's world record is shocked it became a meme: 'Egg is just an egg'". Insider. مؤرشف من الأصل في 2019-04-28. اطلع عليه بتاريخ 2019-01-17.
6. ↑  Bromwich, Jonah Engel; Maheshwari, Sapna (3 Feb 2019). "Meet the Creator of the Egg That Broke Instagram". نيويورك تايمز (بالإنجليزية الأمريكية). Archived from the original on 2019-10-06. Retrieved 2019-02-04.
7. ↑  Jackson، Ryan (14 يناير 2019). "Instagram's most-liked post is going to be an egg, sorry Kylie Jenner". سي نت. مؤرشف من الأصل في 2019-05-03. اطلع عليه بتاريخ 2019-01-14.